# Léon Carré

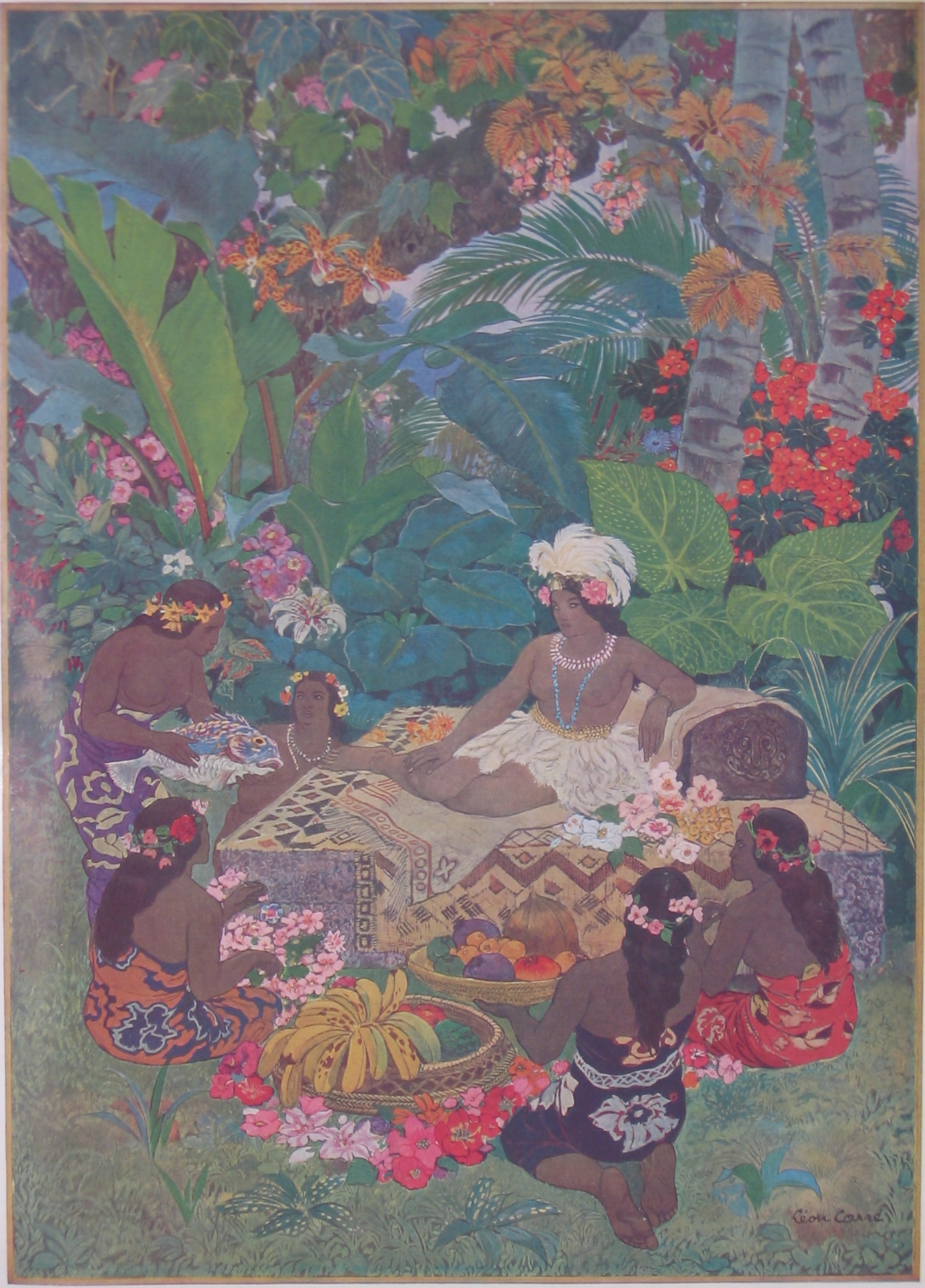
Ilustracja do „L'Illustration”, 1927

Léon Georges Jean-Baptiste Carré (ur. 23 czerwca 1878 w Granville, zm. 2 grudnia 1942 w Algierze) – francuski  grafik i ilustrator tworzący w Algierii, impresjonista z grupy Villa Abdelatif. Przybył z Francji do Algierii w 1909 i tam tworzył do końca życia. Stworzył tam między innymi w 1926 serię ilustracji do Księgi tysiąca i jednej nocy.
Wykorzystywał głównie techniki: olej, gwasz i pastele.